# Joachim Nawrocki
Joachim Nawrocki (* 23. Mai 1934 in Berlin; † 11. Juli 2013 ebenda) war ein deutscher Journalist.

## Leben
Joachim Nawrocki, Sohn von Erna Nawrocki, geborene Rebling, und des Kaufmanns Paul Nawrocki, besuchte die Askanische Oberschule in Berlin und studierte danach an der Freien Universität Berlin die Fächer Volkswirtschaft, Publizistik und Philosophie. Seit 1959 war er für verschiedene Zeitungen als Korrespondent tätig, unter anderem für  Der Tagesspiegel (1959) und Deutsche Zeitung – Christ und Welt (1962) sowie Frankfurter Allgemeine Zeitung (1964). In den 1960er Jahren berichtete er für die Frankfurter Allgemeine Zeitung auch als Wirtschaftskorrespondent aus Berlin, ab 1969 schließlich für Die Zeit. Er war evangelisch und seit 1963 mit Christa Nawrocki verheiratet. Aus der Ehe gingen die Söhne Jan und Jörg hervor. 

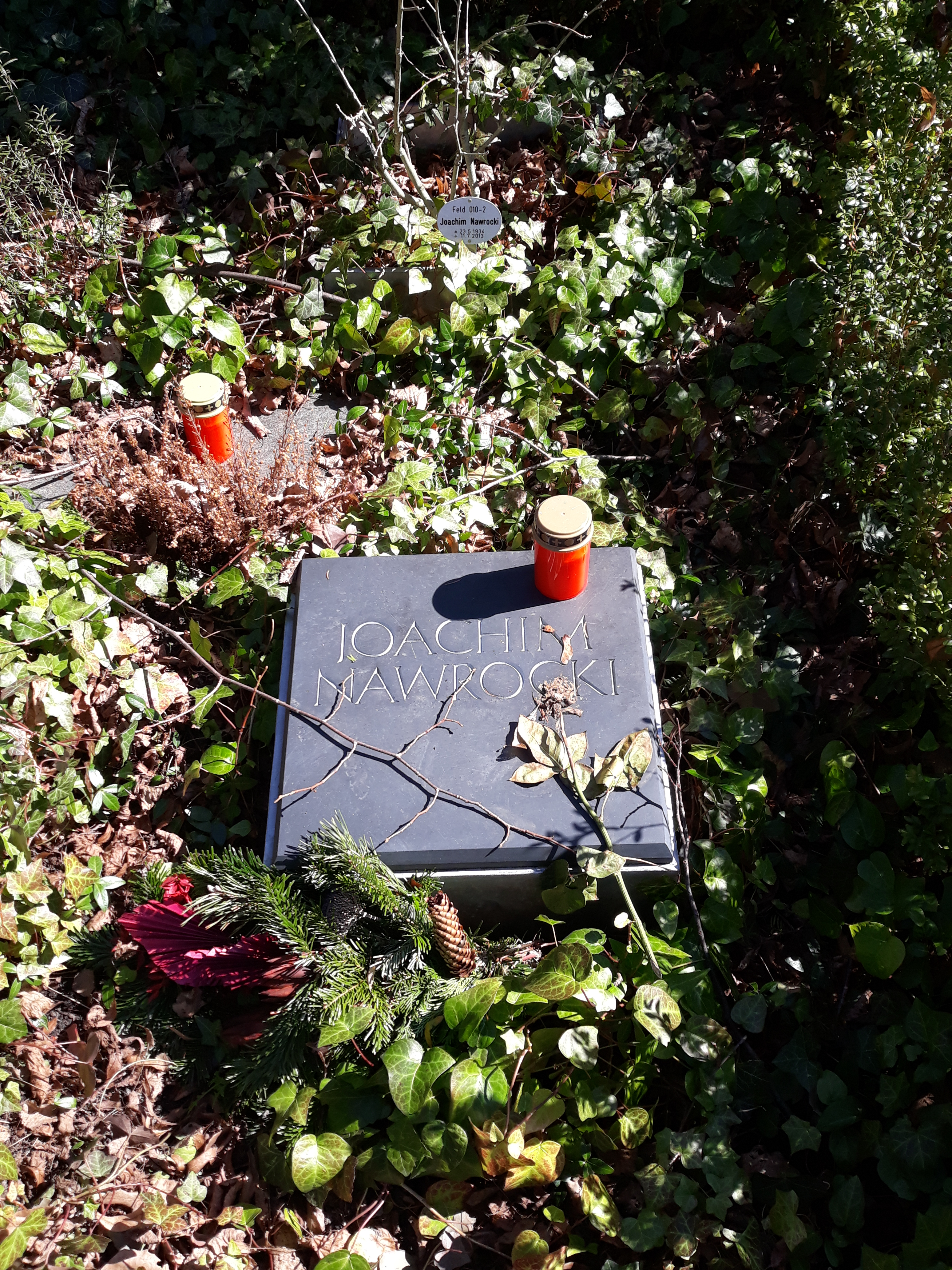
Grab von Joachim Nawrocki auf dem Friedhof Dahlem in Berlin

Joachim Nawrocki starb 2013 in Berlin.

## Ehrungen
- Theodor-Wolff-Preis (1967 )
- Bundesverdienstkreuz am Bande (31. Juli 1974)[3]

## Veröffentlichungen (Auswahl)
- Das geplante Wunder. Leben und Wirtschaften im anderen Deutschland. Christian Wegner, Hamburg 1967.
- Brennpunkt Berlin – Politische und wirtschaftliche Realitäten. Verlag Wissenschaft und Politik Berend von Nottbeck, Köln 1971, ISBN 3-8046-8429-7
- Komplott der ehrbaren Konzerne. Marktmanipulation, Wettbewerbsverzerrung, Preisdiktate. Hoffmann & Campe, Hamburg 1974, ISBN 3-455-05400-5.
- Bewaffnete Organe in der DDR: Nationale Volksarmee und andere militärische sowie paramilitärische Verbände. Aufbau, Bewaffnung, Aufgaben. Berichte aus dem Alltag. Holzapfel, Berlin 1979, ISBN 3-921226-07-4.
- Merian-Reiseführer Berlin. 1981.
- Die Beziehungen zwischen den beiden Staaten in Deutschland. Entwicklungen, Möglichkeiten und Grenzen. Holzapfel, Berlin 1986, ISBN 3-921226-24-4.
- Berlin, Potsdam. Reisen mit Insider-Tipps. 12. Auflage. Mairs Geographischer Verlag, Ostfildern 2003, ISBN 3-8297-0114-4.